# JRA賞最優秀2歳牡馬
JRA賞最優秀2歳牡馬（ジェイアールエーしょう さいゆうしゅう にさいぼば）は、JRA賞の競走馬部門の1つ。該当年度中に活躍した2歳牡馬の競走馬に対して記者投票を行いその合計票数が1位だった馬が選出される。2000年まではJRA賞最優秀3歳牡馬という名称だったが、馬齢表記改正に伴って改称された。賞名および表彰団体はJRA賞年度代表馬と同様に啓衆社賞、優駿賞、JRA賞に引き継がれている。

## 補足
1984年のグレード制施行以前は大レースの勝利がない馬が選出されるケースもあったが（歴代受賞馬参照）、グレード制施行以降にJRAの2歳限定GI級競走を勝利していない馬が選出されたことはなく、阪神3歳ステークスが牝馬限定戦の阪神3歳牝馬ステークス（現在の阪神ジュベナイルフィリーズ）へ名称・施行条件の変更がされた1991年以降、2017年にホープフルステークスがGI昇格を果たすまで2歳牡馬が出走可能なJRAの2歳限定GI級競走は朝日杯フューチュリティステークス（2000年までは朝日杯3歳ステークス）しかなかったことから同競走の勝ち馬が選出されるのが既定路線となっており、1991年以前の受賞歴を含めると2019年にホープフルステークスの勝ち馬が選出されるまで実に31年連続（1988年 - 2018年）で朝日杯3歳ステークス・朝日杯フューチュリティステークスの勝ち馬が選出され続けた。

### 父子での受賞
父子で最優秀2歳牡馬に輝いたのは
- グラスワンダー(1997年) - セイウンワンダー(2008年)

等がいる。

## 歴代受賞馬
馬齢は2000年までは旧表記。

### 啓衆社賞時代
| 年     | 受賞馬             | 性齢 | 年度成績 （年度重賞勝ち鞍） | 生産者       | 調教師     | 馬主         | 騎手              |
| ------ | ------------------ | ---- | --------------------------- | ------------ | ---------- | ------------ | ----------------- |
| 1954年 | メイヂヒカリ       | 牡3  | 4戦4勝 朝日盃3歳ステークス  | 大塚牧場     | 藤本冨良   | 新田松江     | 蛯名武五郎        |
| 1955年 | キタノオー         | 牡3  | 7戦5勝 朝日盃3歳ステークス  | 武田重四郎   | 久保田金造 | 田中留治     | 勝尾竹男          |
| 1956年 | ライジングウイナー | 牡3  | 8戦8勝                      | 藤原輸次郎   | 清水久雄   | 谷水信夫     | 柴田不二男        |
| 1957年 | カツラシユウホウ   | 牡3  | 6戦4勝 朝日盃3歳ステークス  | タイヘイ牧場 | 藤本冨良   | 牧市太郎     | 蛯名武五郎        |
| 1958年 | ウネビヒカリ       | 牡3  | 7戦7勝 朝日盃3歳ステークス  | 三好牧場     | 野平省三   | 山之内軍二   | 野平祐二          |
| 1959年 | マツカゼオー       | 牡3  | 4戦4勝 朝日盃3歳ステークス  | 本桐牧場     | 藤本冨良   | 長山善武     | 蛯名武五郎        |
| 1960年 | ハクシヨウ         | 牡3  | 6戦6勝 朝日盃3歳ステークス  | 酒井牧場     | 尾形藤吉   | 西博         | 保田隆芳          |
| 1961年 | カネツセーキ       | 牡3  | 8戦8勝 朝日盃3歳ステークス  | 原島牧場     | 久保田金造 | カネツ（株） | 伊藤竹男          |
| 1962年 | グレートヨルカ     | 牡3  | 6戦4勝 朝日盃3歳ステークス  | 盛田牧場     | 尾形藤吉   | 小野晃       | 保田隆芳          |
| 1963年 | ウメノチカラ       | 牡3  | 4戦3勝 朝日盃3歳ステークス  | 細道与一郎   | 古賀嘉蔵   | 梅野昇       | 古賀一隆          |
| 1964年 | キーストン         | 牡3  | 5戦5勝                      | 高岸繁       | 松田由太郎 | 伊藤由五郎   | 山本正司          |
| 1965年 | ニホンピローエース | 牡3  | 3戦3勝 阪神3歳ステークス    | 辻牧場       | 小川佐助   | 小林保       | 田所稔            |
| 1966年 | モンタサン         | 牡3  | 6戦3勝 朝日盃3歳ステークス  | 石井弥蔵     | 矢野幸夫   | 古知政市     | 油木宣夫          |
| 1967年 | タケシバオー       | 牡3  | 8戦5勝 朝日盃3歳ステークス  | 榊憲治       | 三井末太郎 | 小畑正雄     | 中野渡清一        |
| 1968年 | ミノル             | 牡3  | 7戦3勝 朝日盃3歳ステークス  | 日東牧場     | 尾形藤吉   | 永田卓也     | 保田隆芳          |
| 1969年 | アローエクスプレス | 牡3  | 5戦5勝 朝日盃3歳ステークス  | 三沢牧場     | 高松三太   | 伊達秀和     | 柴田政人 加賀武見 |
| 1970年 | ロングワン         | 牡3  | 6戦5勝 阪神3歳ステークス    | 岡崎牧場     | 松田由太郎 | 中井長一     | 田口光雄          |
| 1971年 | ヒデハヤテ         | 牡3  | 4戦3勝 阪神3歳ステークス    | 鎌田牧場     | 伊藤修司   | 伊藤英夫     | 吉永良人 福永洋一 |

### 優駿賞時代
| 年     | 受賞馬           | 性齢 | 年度成績 （年度重賞勝ち鞍） | 生産者         | 調教師     | 馬主                   | 騎手            |
| ------ | ---------------- | ---- | --------------------------- | -------------- | ---------- | ---------------------- | --------------- |
| 1972年 | レッドイーグル   | 牡3  | 3戦3勝 朝日杯3歳ステークス  | 吉田実         | 鈴木清     | 千屋レッド牧場（株）   | 岡部幸雄        |
| 1973年 | キタノカチドキ   | 牡3  | 4戦4勝 阪神3歳ステークス    | 佐々木節哉     | 服部正利   | 初田豊                 | 武邦彦          |
| 1974年 | ライジン         | 牡3  | 4戦2勝 阪神3歳ステークス    | 斉藤信男       | 橋田俊三   | 森本博                 | 須貝四郎        |
| 1975年 | テンポイント     | 牡3  | 3戦3勝 阪神3歳ステークス    | 吉田牧場       | 小川佐助   | 高田久成               | 鹿戸明          |
| 1976年 | マルゼンスキー   | 牡3  | 4戦4勝 朝日杯3歳ステークス  | 橋本善吉       | 本郷重彦   | 橋本善吉               | 中野渡清一      |
| 1977年 | バンブトンコート | 牡3  | 7戦6勝 阪神3歳ステークス    | 中村義繁       | 伊藤修司   | 樋口正蔵               | 伊藤清章        |
| 1978年 | ビンゴガルー     | 牡3  | 7戦4勝 朝日杯3歳ステークス  | アラキファーム | 久保田彦之 | （有）芦屋             | 増田久 嶋田功   |
| 1979年 | リンドタイヨー   | 牡3  | 9戦2勝 朝日杯3歳ステークス  | 山口牧場       | 見上恒芳   | （株）デルマークラブ   | 横山富雄        |
| 1980年 | サニーシプレー   | 牡3  | 3戦3勝 阪神3歳ステークス    | えりも牧場     | 伊藤雄二   | 山本慎一               | 内田国夫        |
| 1981年 | ホクトフラッグ   | 牡3  | 4戦3勝 朝日杯3歳ステークス  | 信岡牧場       | 中野隆良   | 森滋                   | 柴田政人        |
| 1982年 | ダイゼンキング   | 牡3  | 5戦3勝 阪神3歳ステークス    | 寺井末作       | 武田作十郎 | 大塚弘美               | 田原成貴        |
| 1983年 | ロングハヤブサ   | 牡3  | 5戦4勝 阪神3歳ステークス    | 武岡牧場       | 小林稔     | 中井長一               | 秋山忠一 河内洋 |
| 1984年 | スクラムダイナ   | 牡3  | 3戦3勝 朝日杯3歳ステークス  | 社台ファーム   | 矢野進     | （有）社台レースホース | 柴田政人        |
| 1985年 | ダイシンフブキ   | 牡3  | 4戦4勝 朝日杯3歳ステークス  | 鎌田牧場       | 柴田寛     | 高橋金次               | 菅原泰夫        |
| 1986年 | メリーナイス     | 牡3  | 5戦3勝 朝日杯3歳ステークス  | 前田徹         | 橋本輝雄   | 浦房子                 | 根本康広        |
| 1986年 | ゴールドシチー   | 牡3  | 6戦3勝 阪神3歳ステークス    | 田中茂邦       | 清水出美   | （株）友駿ホースクラブ | 本田優          |

### JRA賞時代

#### 最優秀3歳牡馬
| 年     | 受賞馬             | 性齢 | 年度成績 （年度重賞勝ち鞍）                                          | 生産者                    | 調教師     | 馬主                                 | 騎手            | 得票数  |
| ------ | ------------------ | ---- | -------------------------------------------------------------------- | ------------------------- | ---------- | ------------------------------------ | --------------- | ------- |
| 1987年 | サッカーボーイ     | 牡3  | 4戦3勝 阪神3歳ステークス                                             | 社台ファーム              | 小野幸治   | （有）社台レースホース               | 内山正博        |         |
| 1988年 | サクラホクトオー   | 牡3  | 3戦3勝 朝日杯3歳ステークス                                           | 谷岡牧場                  | 境勝太郎   | （株）さくらコマース                 | 小島太          |         |
| 1989年 | アイネスフウジン   | 牡3  | 4戦2勝 朝日杯3歳ステークス                                           | 中村幸蔵                  | 加藤修甫   | 小林正明                             | 中野栄治        |         |
| 1990年 | リンドシェーバー   | 牡3  | 4戦3勝 朝日杯3歳ステークス                                           | フレデリック・ガシン      | 元石孝昭   | （株）デルマークラブ                 | 的場均          |         |
| 1991年 | ミホノブルボン     | 牡3  | 3戦3勝 朝日杯3歳ステークス                                           | 原口圭二                  | 戸山為夫   | （有）ミホノインターナショナル       | 小島貞博        |         |
| 1992年 | エルウェーウィン   | 牡3  | 3戦3勝 朝日杯3歳ステークス                                           | アーミン ホールディングス | 坪憲章     | 雑古隆夫                             | 岸滋彦 南井克巳 |         |
| 1993年 | ナリタブライアン   | 牡3  | 7戦4勝 朝日杯3歳ステークス                                           | 早田牧場新冠支場          | 大久保正陽 | 山路秀則                             | 南井克巳        |         |
| 1994年 | フジキセキ         | 牡3  | 3戦3勝 朝日杯3歳ステークス                                           | 社台ファーム              | 渡辺栄     | 齊藤四方司                           | 角田晃一        |         |
| 1995年 | バブルガムフェロー | 牡3  | 4戦3勝 朝日杯3歳ステークス                                           | 社台ファーム              | 藤沢和雄   | （有）社台レースホース               | 岡部幸雄        |         |
| 1996年 | マイネルマックス   | 牡3  | 5戦4勝 函館3歳ステークス、 京成杯3歳ステークス、 朝日杯3歳ステークス | サンコウ牧場              | 中村均     | （株）サラブレッドクラブ・ラフィアン | 佐藤哲三        |         |
| 1997年 | グラスワンダー     | 牡3  | 4戦4勝 京成杯3歳ステークス、 朝日杯3歳ステークス                     | フィリップスレーシング    | 尾形充弘   | 半沢（有）                           | 的場均          |         |
| 1998年 | アドマイヤコジーン | 牡3  | 4戦3勝 東京スポーツ杯3歳ステークス、 朝日杯3歳ステークス             | 大樹ファーム              | 橋田満     | 近藤利一                             | M.ロバーツ      |         |
| 1999年 | エイシンプレストン | 牡3  | 3戦2勝 朝日杯3歳ステークス                                           | ジョセフ E. ゲール        | 北橋修二   | 平井豊光                             | 福永祐一        |         |
| 2000年 | メジロベイリー     | 牡3  | 5戦2勝 朝日杯3歳ステークス                                           | メジロ牧場                | 武邦彦     | （有）メジロ牧場                     | 横山典弘        | 147/296 |

#### 最優秀2歳牡馬
| 年     | 受賞馬             | 性齢 | 年度成績 （主な勝ち鞍）                 | 生産者                           | 調教師     | 馬主                                 | 騎手                | 得票数  |
| ------ | ------------------ | ---- | --------------------------------------- | -------------------------------- | ---------- | ------------------------------------ | ------------------- | ------- |
| 2001年 | アドマイヤドン     | 牡2  | 3戦3勝 朝日杯フューチュリティステークス | ノーザンファーム                 | 松田博資   | 近藤利一                             | 藤田伸二            | 277/283 |
| 2002年 | エイシンチャンプ   | 牡2  | 9戦3勝 朝日杯フューチュリティステークス | Columbiana Farm                  | 瀬戸口勉   | 平井豊光                             | 福永祐一            | 236/281 |
| 2003年 | コスモサンビーム   | 牡2  | 7戦4勝 朝日杯フューチュリティステークス | ヤマオカ牧場                     | 佐々木晶三 | 岡田美佐子                           | 武豊 D.バルジュー   | 265/287 |
| 2004年 | マイネルレコルト   | 牡2  | 5戦4勝 朝日杯フューチュリティステークス | 田上稔                           | 堀井雅広   | （株）サラブレッドクラブ・ラフィアン | 後藤浩輝            | 285/285 |
| 2005年 | フサイチリシャール | 牡2  | 5戦4勝 朝日杯フューチュリティステークス | ノーザンファーム                 | 松田国英   | 関口房朗                             | 福永祐一            | 290/291 |
| 2006年 | ドリームジャーニー | 牡2  | 4戦3勝 朝日杯フューチュリティステークス | 社台コーポレーション白老ファーム | 池江泰寿   | （有）サンデーレーシング             | 蛯名正義            | 211/289 |
| 2007年 | ゴスホークケン     | 牡2  | 3戦2勝 朝日杯フューチュリティステークス | Four Horsemen's Ranch            | 斎藤誠     | 藤田与志男                           | 田中勝春 勝浦正樹   | 282/289 |
| 2008年 | セイウンワンダー   | 牡2  | 4戦3勝 朝日杯フューチュリティステークス | 筒井征文                         | 領家政蔵   | 大谷高雄                             | 岩田康誠            | 263/300 |
| 2009年 | ローズキングダム   | 牡2  | 3戦3勝 朝日杯フューチュリティステークス | ノーザンファーム                 | 橋口弘次郎 | （有）サンデーレーシング             | 小牧太              | 285/287 |
| 2010年 | グランプリボス     | 牡2  | 4戦3勝 朝日杯フューチュリティステークス | ノーザンファーム                 | 矢作芳人   | （株）グランプリ                     | M.デムーロ          | 281/285 |
| 2011年 | アルフレード       | 牡2  | 3戦3勝 朝日杯フューチュリティステークス | ノーザンファーム                 | 手塚貴久   | （有）キャロットファーム             | C.ウィリアムズ      | 279/285 |
| 2012年 | ロゴタイプ         | 牡2  | 6戦3勝 朝日杯フューチュリティステークス | 社台ファーム                     | 田中剛     | 吉田照哉                             | 村田一誠 M.デムーロ | 241/289 |
| 2013年 | アジアエクスプレス | 牡2  | 3戦3勝 朝日杯フューチュリティステークス | Ocala Stud                       | 手塚貴久   | 馬場幸夫                             | R.ムーア            | 279/280 |
| 2014年 | ダノンプラチナ     | 牡2  | 4戦3勝 朝日杯フューチュリティステークス | 千代田牧場                       | 国枝栄     | （株）ダノックス                     | 蛯名正義            | 285/285 |
| 2015年 | リオンディーズ     | 牡2  | 2戦2勝 朝日杯フューチュリティステークス | ノーザンファーム                 | 角居勝彦   | キャロットファーム                   | M.デムーロ          | 289/291 |
| 2016年 | サトノアレス       | 牡2  | 5戦3勝 朝日杯フューチュリティステークス | 社台ファーム                     | 藤沢和雄   | 里見治                               | 柴山雄一 四位洋文   | 280/291 |
| 2017年 | ダノンプレミアム   | 牡2  | 3戦3勝 朝日杯フューチュリティステークス | ノーザンファーム                 | 中内田充正 | ダノックス                           | 川田将雅            | 275/290 |
| 2018年 | アドマイヤマーズ   | 牡2  | 4戦4勝 朝日杯フューチュリティステークス | ノーザンファーム                 | 友道康夫   | 近藤利一                             | M.デムーロ          | 153/276 |
| 2019年 | コントレイル       | 牡2  | 3戦3勝 ホープフルステークス             | ノーズヒルズ                     | 矢作芳人   | 前田晋二                             | 福永祐一            | 197/274 |
| 2020年 | ダノンザキッド     | 牡2  | 3戦3勝 ホープフルステークス             | ノーザンファーム                 | 安田隆行   | ダノックス                           | 川田将雅            | 262/283 |
| 2021年 | ドウデュース       | 牡2  | 3戦3勝 朝日杯フューチュリティステークス | ノーザンファーム                 | 友道康夫   | キーファーズ                         | 武豊                | 251/296 |
| 2022年 | ドルチェモア       | 牡2  | 3戦3勝 朝日杯フューチュリティステークス | 下河辺牧場                       | 須貝尚介   | スリーエイチレーシング               | 横山和生 坂井瑠星   | 279/288 |
| 2023年 | ジャンタルマンタル | 牡2  | 3戦3勝 朝日杯フューチュリティステークス | 社台ファーム                     | 高野友和   | （有）社台レースホース               | 鮫島克駿 川田将雅   | 288/295 |
| 2024年 | クロワデュノール   | 牡2  | 3戦3勝 ホープフルステークス             | ノーザンファーム                 | 斉藤崇史   | （有）サンデーレーシング             | 北村友一            | 255/256 |